# 溴三碘甲烷
溴三碘甲烷是一种有机化合物，化学式为CBrI3。它可由三碘甲烷和次溴酸钠反应制得。在四溴化碳和碘化钠于丙酮溶剂里的反应中，它作为副产物痕量生成，反应的主产物为三溴碘甲烷（~30%）。它的生成热（−ΔH°f，25 °C，气相）为−58 kcal·mol−1（对比四碘化碳 −73 kcal·mol−1）。